# Toni Ucci
Toni Ucci (Antonio Ucci, Roma, 13 de enero de 1922 - Roma, 16 o 19 de febrero de 2014) fue un actor y comediante italiano. Actuó en 86 películas entre 1948 y 2000. 
Nacido en Roma, comenzó su carrera en la revista y obtuvo sus primeros éxitos en el cabaré. Ucci trabajó asiduamente en el teatro, interpretando comedias de todos los géneros, incluyendo comedias musicales. También tuvo una intensa carrera como actor de carácter en películas y, desde 1959, en las películas y series de televisión.

## Filmografía selecta
- The Emperor of Capri (1949)
- Wild Love (1955)
- Un maledetto imbroglio (1959)
- La cambiale (1959)
- Rufufú da el golpe (Audace colpo dei soliti ignoti, 1960)

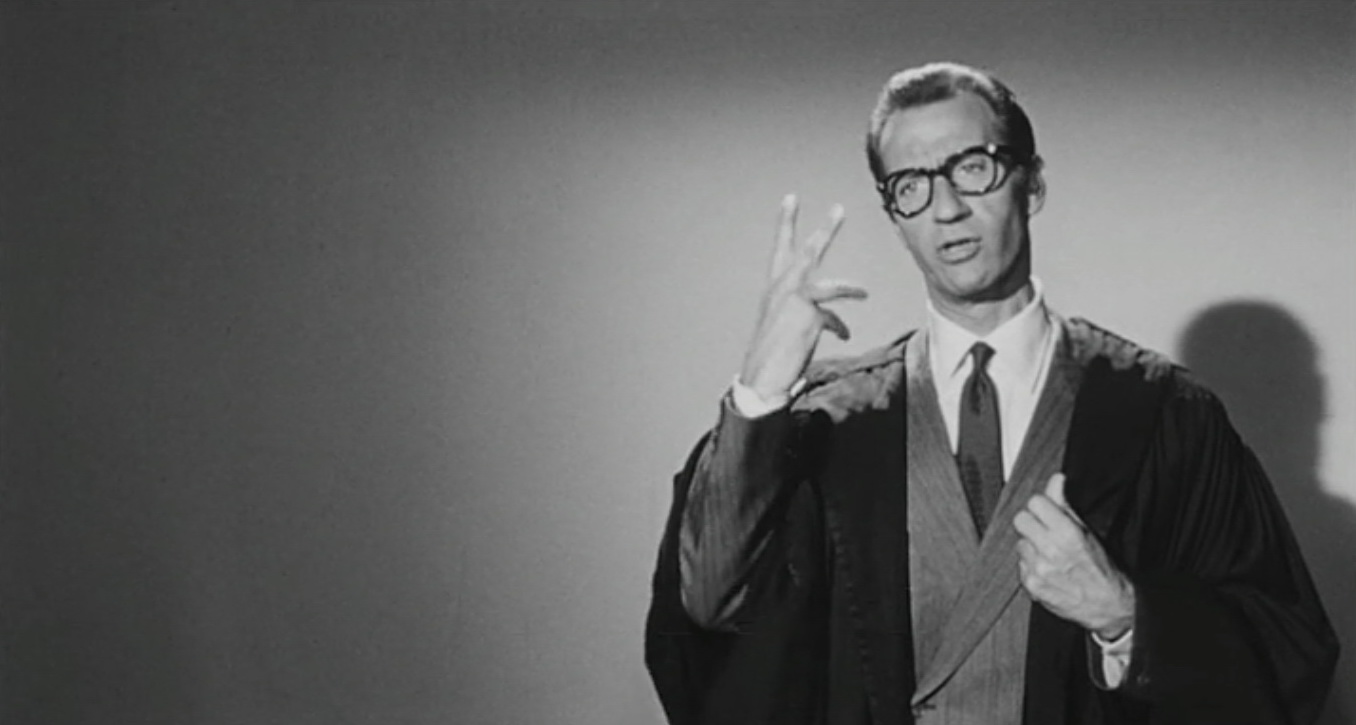
Toni Ucci en un fotograma de Cadavere per signora.

- Risate di gioia (1960)
- The Assassin (1961)
- The Two Colonels (1962)
- Appuntamento in Riviera (1962)
- Three Nights of Love (1964)

- Cadavere per signora (1964)
- Latin Lovers (1965)
- Spiaggia libera (1965)
- Without Family (1972)
- Jus primae noctis (1972)
- La calandria (1972)
- Rugantino (1973)
- The Last Desperate Hours (1974)
- The Cop in Blue Jeans (1976)
- Hit Squad (1976)
- A Special Cop in Action (1976)
- Per amore di Poppea (1977)
- Mia moglie torna a scuola (1981)
- I camionisti (1982)
- Breath of Life (1990)
- Captain Fracassa's Journey (1991)